# Bernd Siggelkow
Bernd Siggelkow (* 25. Februar 1964 in Hamburg) ist ein deutscher Sozialarbeiter und Pastor. Er ist Gründer und Vorsitzender der Kinderstiftung Die Arche – Christliches Kinder- und Jugendwerk.

## Leben und Wirken
Bernd Siggelkow wuchs ohne Mutter in Hamburg-St. Pauli auf und kam über die Hamburger Heilsarmee als 15-Jähriger zum christlichen Glauben. Nach einer kaufmännischen Ausbildung und Tätigkeit im Vertrieb studierte er Theologie an einem Theologischen Seminar der Heilsarmee. Nach seiner Ordination arbeitete er zunächst in Lörrach als Pastor. 1990 wechselte er nach Berlin, um in Berlin-Wedding in einer evangelischen landeskirchlichen Gemeinschaft zu arbeiten. 1995 gründete er in Berlin-Hellersdorf das christliche Kinder- und Jugendwerk „Die Arche“. Unter anderem war Siggelkow dort immer wieder mit sozialen Nöten vieler Kinder konfrontiert, als er Kinder mit einem Team zu wöchentlichen Kinderstunden einlud. Siggelkow ist verheiratet und Vater von sechs Kindern. Bernd Siggelkow ist seit November 2024 Mitglied der CDU.

## Position
Siggelkow wirft der deutschen Politik Versagen beim Thema Kinderarmut vor. Der Erfolg der Arche sei der Misserfolg der Gesellschaft. Die Kindergrundsicherung der Ampelkoalition betrachtet er als unzureichend angesichts der mehr als vier Millionen Kinder, die in Deutschland in finanzieller Armut leben. In einem Interview mit dem SWR sagte er: „Kinder haben in Deutschland keine Lobby, keine Wählerstimme und die Legislaturperiode ist vier Jahre – das merkt man. Wir haben 2001 den ersten Armutsbericht der Bundesregierung bekommen [...] und da hab’ ich gedacht ‚jetzt passiert was!‘. Jetzt, 23 Jahre später, haben sich die Armutszahlen verdreifacht – das ist erschreckend und ein Armutszeugnis für jede Partei.“

## Veröffentlichungen
- mit Wolfgang Büscher: Deutschlands vergessene Kinder. Hoffnungsgeschichten aus der Arche. Gerth Medien, Aßlar 2007, ISBN 978-3-86591-187-2.
- mit Wolfgang Büscher und Marcus Mockler: Papa Bernd: Arche-Gründer Bernd Siggelkow – Ein Leben für die vergessenen Kinder. adeo Verlag, Aßlar 2010, ISBN 978-3-942208-18-5.
- mit Wolfgang Büscher: Das Verbrechen an unseren Kindern: Warum junge Menschen scheitern und was wir dagegen tun müssen. Bonifatius Verlag, Paderborn 2024, ISBN 978-3-9879003-6-5.

## Auszeichnungen
- 2005: Verdienstorden des Landes Berlin[10]
- 2008: Bundesverdienstkreuz[11]
- 2024: Bambi in der Kategorie Stille Helden[12]